# Turfanosuchus
Turfanosuchus (que significa "cocodrilo de la cuenca de Turfan") es un género extinto de reptil arcosauriforme que vivió durante el Triásico Medio, específicamente en el período Anisiense, hace unos 240 a 237 millones de años en lo que hoy es China. La especie tipo, T. dabanensis, fue descrita por C.C. Young en 1973, basándose en un esqueleto fósil parcialmente completo y desarticulado (IVPP V.32237). Young originalmente creyó que los fósiles provenían de un animal similar a Euparkeria, y lo asignó a la familia Euparkeriidae. El fósil, sin embargo, no estaba completamente preparado. Análisis posteriores hechos por Parrish en 1993 indicaron que los fósiles representaban a un suquio.

## Descripción

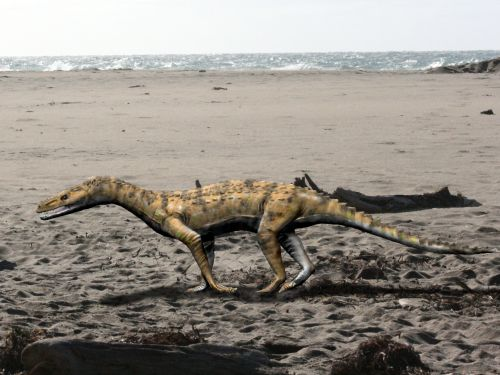
Reconstrucción.

En 2001, Xiao-Chun Wu (del Instituto de Paleontología de Vertebrados y Paleoantropología en Pekín) y Anthony Russell (de la Universidad de Calgary) redescribieron el fósil. Wu y Russell prepararon el fósil, y notaron que los huesos de las extremidades (fémur y húmero) se parecían a los de Ticinosuchus y Euparkeria, aunque el calcáneo no. Preparación adicional reveló un osteodermo parcial. Wu y Russell concluyeron que Turfanosuchus no era un suquio y ni siquiera un miembro de los Crurotarsi. Ellos excluyeron también la posibilidad de una relación cercana con Euparkeria.
En 2010, los paleontólogos Martín Ezcurra, Agustina Lecuona y Augustín Martinelli determinaron que Turfanosuchus sí era un crurotarso. Esta reasignación estaba basada en la estructura del calcáneo, que es similar a la de otros crurotarsos primitivos, especialmente los aetosaurios.